# Đệ Nhị Quốc hội Lục địa
Đệ nhị Quốc hội Lục địa (tiếng Anh: Second Continental Congress) tiếp theo sau Đệ nhất Quốc hội Lục địa là quốc hội từng nhóm họp ngắn ngủi suốt năm 1774 cũng tại thành phố Philadelphia. Đệ nhị Quốc hội đã điều hành nỗ lực chiến tranh thuộc địa và từng bước tiến đến giành độc lập, thông qua bản Tuyên ngôn độc lập Hoa Kỳ vào ngày 4 tháng 7 năm 1776. Bằng việc thành lập quân đội, điều hành chiến lược, bổ nhiệm các giới chức ngoại giao, và ký kết các hiệp ước chính thức, Quốc hội đã hành động như một chính phủ quốc gia de facto của một quốc gia mà sau đó trở thành Hiệp chúng quốc Hoa Kỳ. Với việc phê chuẩn Các điều khoản Hợp bang năm 1781, Quốc hội trở nên được biết đến với tên gọi là Quốc hội Hợp bang (Congress of the Confederation).
Khi Đệ nhị Quốc hội Lục địa cùng nhau nhóm họp vào ngày 10 tháng 5 năm 1775, nó thực sự giống như là sự tái nhóm họp Đệ nhất Quốc hội Lục địa vì nhiều trong số 56 đại biểu tương tự tham dự buổi họp đầu tiên đã có mặt tại cuộc họp lần thứ hai và các đại biểu đã bổ nhiệm chính vị chủ tịch quốc hội Peyton Randolph và bí thư Charles Thomson của quốc hội trước. Những khuôn mặt nổi tiếng mới gồm có Benjamin Franklin của tiểu bang Pennsylvania và John Hancock của Massachusetts. Trong thời gian hai tuần, Randolph bị triệu hồi về Virginia để nắm Hạ viện Burgesses; ông ta được Thomas Jefferson, người đến sau đó vài tuần, thay thế trong đoàn đại biểu của Virginia. Henry Middleton được bầu làm chủ tịch thay cho Randolph, nhưng ông từ chối và vì thế Hancock được bầu làm chủ tịch vào ngày 24 tháng 5.
Các đại biểu từ 12 trong mười ba thuộc địa đã hiện diện khi Đệ nhị Quốc hội Lục địa nhóm họp. Georgia đã không tham dự trong Đệ nhất Quốc hội Lục địa và lúc đầu đã không gởi đại biểu đến Đệ nhị Quốc hội Lục địa. Vào ngày 13 tháng 5 năm 1775, Lyman Hall được chấp nhận là đại biểu từ quận St. John trong Thuộc địa Georgia, không phải là đại biểu của chính thuộc địa Georgia.  Vào ngày 4 tháng 7 năm 1775, những nhà cách mạng của Georgia đã tổ chức quốc hội tỉnh (Provincial Congress) để quyết định làm sao đáp lời Cách mạng Mỹ, và rồi quốc hội đó đã quyết định vào ngày 8 tháng 7 gởi một đoàn đại biểu đến Quốc hội Lục địa.  Họ đến vào ngày 20 tháng 7.

## Lịch sử
Quốc hội tiền nhiệm là Đệ nhất Quốc hội Lục địa đã gởi các thỉnh nguyện đến Vua George III của Vương quốc Anh yêu cầu ngăn chặn các đạo luật không khoan nhượng (Intolerable Acts) và họ đã viết ra Các điều khoản Hợp bang để tạo nên một cuộc phản đối có phối hợp chống lại các đạo luật không khoan nhượng đó.  Một cuộc tẩy chay đã được áp dụng vào hàng hóa của người Anh.  Đệ nhất Quốc hội Lục địa đã có dự tính rằng Đệ nhị Quốc hội Lục địa sẽ nhóm họp vào ngày 10 tháng 5 năm 1775 để hoạch định thêm các phản ứng nếu chính phủ Anh không xét lại hoặc sửa đổi các đạo luật không khoan nhượng.  Vào lúc Đệ nhị Quốc hội Lục địa nhóm họp, Chiến tranh Cách mạng Mỹ đã khởi sự với Trận đánh Lexington và Concord.  Quốc hội phải nhận trách nhiệm cho nỗ lực chiến tranh. Trong khoảng vài tháng đầu tiên, những người yêu nước của Mỹ đã chiến đấu theo kiểu không có phối hợp, không có chuẩn bị.  Họ đã chiếm lấy vũ khí, đánh đuổi các giới chức hoàng gia, và vây quân đội Anh tại thành phố Boston. Ngày 14 tháng 6 năm 1775, quốc hội bỏ phiếu thành lập Quân đội Lục địa từ các đơn vị dân quân quanh vùng Boston và vội vàng bổ nhiệm dân biểu George Washington của Virginia mà không phải là John Hancock của Massachusetts làm tướng tư lệnh Lục quân Lục địa.   Ngày 6 tháng 7 năm 1775 quốc hội chấp thuận "Một bản tuyên ngôn bởi các đại biểu của các thuộc địa thống nhất Bắc Mỹ, hiện thời nhóm họp trong quốc hội ở Philadelphia, đưa ra các lý do và sự cần thiết của họ nắm lấy vũ khí." Ngày 8 tháng 7 quốc hội tiếp tục trình thỉnh nguyện thư có tên gọi là thỉnh nguyện thư nhành ôliu đến Vương miện Anh như một cố gắng hòa giải cuối cùng.  Tuy nhiên nó được nhận quá trễ để có thể tạo ra bất cứ điều gì tốt.  Silas Deane được phái đi Pháp với vai trò là một bộ trưởng (đại sứ) của quốc hội.  Các cảng của Mỹ được mở cửa trở lại để thách thức các đạo luật hàng hải (Navigation Acts).
Mặt dù nó không có thẩm quyền hợp pháp rõ ràng để cai trị, quốc hội đã nhận lãnh hết những nhiệm vụ của một chính phủ quốc gia, thí dụ như bổ nhiệm các đại sứ, ký kết các hiệp ước, thành lập quân đội, bổ nhiệm các tướng lãnh, mượn tiền từ châu Âu, in tiền giấy (có tên gọi là "Continentals", có nghĩa là tiền lục địa), và giải ngân tiền quỹ. Quốc hội không có thẩm quyền thu thuế, bắt buộc phải đề nghị xin tiền, đồ tiếp tế và quân lính từ các tiểu bang để hỗ trợ nỗ lực chiến tranh.  Các tiểu bang thành viên thường là bỏ ngoài tai những lời đề nghị này.
Quốc hội đang lúc tiến hành việc tuyên bố độc lập khỏi Vương quốc Anh vào năm 1776, nhưng nhiều đại biểu không có thẩm quyền quyết định thay mặt cho chính phủ tiểu bang của mình làm một hành động như thế.  Những người chủ trương độc lập tại quốc hội liền hành động để các chính phủ thuộc địa sửa đổi những chỉ thị dành cho những đại biểu của mình, thậm chí là thay đổi những chính phủ mà không cho phép việc tuyên bố độc lập.  Ngày 10 tháng 6 năm 1776, quốc hội thông qua một giải pháp khuyến cáo rằng bất cứ một thuộc địa nào thiếu một chính phủ thích hợp (có ý nói chính phủ cách mạng) thì phải thành lập chính phủ như thế.  Ngày 15 tháng 5, quốc hội phê chuẩn một câu nói đầu cấp tiến hơn trong giải pháp này.  John Adams là người đã thảo ra lời nói đầu này mà trong đó kêu gọi hủy bỏ lời hứa trung thành và đạp bỏ quyền lực của Vương miện Anh tại bất cứ chính phủ thuộc địa nào vẫn còn ấp ủ quyền lực từ Vương miện.  Cùng ngày đó, Hội nghị Virginia (Virginia Convention) đã chỉ thị đoàn đại biểu của mình tại Philadelphia đề nghị một giải pháp kêu gọi một sự tuyên bố độc lập, thành lập liên minh quốc tế, và một liên hiệp các tiểu bang.  Giải pháp kêu gọi độc lập bị đình hoản trong vài tuần khi các nhà cách mạng đang tìm kiếm sự ủng hộ độc lập tại các chính phủ nhà của họ.  Quốc hội sau cùng đã chấp thuận giải pháp kêu gọi độc lập vào ngày 2 tháng 7 năm 1776.  Bước kế tiếp quốc hội quay sang tập trung vào việc làm một văn bản chính thức giải thích quyết định này, đó là Tuyên ngôn độc lập Hoa Kỳ mà được chấp thuận vào ngày 4 tháng 7 năm 1776.
Quốc hội Lục địa bị bắt buộc phải bỏ chạy khỏi Philadelphia vào cuối tháng 9 năm 1777 khi quân đội Anh chiếm đóng thành phố.  Quốc hội di chuyển đến York, Pennsylvania, và tiếp tục công việc của mình.
Sau hơn một năm thảo luận, ngày 15 tháng 2 năm 1777, Quốc hội thông qua Các điều khoản Hợp bang và gởi nó đến các tiểu bang.  Vấn đề là các tiểu bang lớn muốn có tiếng nói lớn hơn đã bị các tiểu bang nhỏ lo sợ độc tài vô hiệu quá.  Lời đề nghị một thượng viện đại diện cho các tiểu bang và một hạ viện đại diện cho người dân của Jefferson bị bác bỏ (một lời đề nghị tương tự được phê chuẩn sau đó trong Hiến pháp Hoa Kỳ). Các tiểu bang nhỏ thắng thế và mỗi tiểu bang có một phiếu bầu.  Quốc hội thúc giục các tiểu bang thông qua Các điều khoản Hợp bang nhanh như có thể nhưng mất đến 3 năm rưởi để tất cả các tiểu bang phê chuẩn các điều khoản này.  Trong số 13 tiểu bang lúc đó, nghị viện tiểu bang Virginia là tiểu bang đầu tiên phê chuẩn Các điều khoản Hợp bang vào ngày 16 tháng 12 năm 1777, và nghị viện tiểu bang Maryland là tiểu bang cuối cùng làm vậy vào ngày 2 tháng 2 năm 1781.  Trong lúc đó, Đệ nhị Quốc hội Lục địa cố gắng lãnh đạo quốc gia mới này qua cuộc chiến bằng tiền mượn và không có quyền lực thu thuế.
Cuối cùng vào ngày 1 tháng 3 năm 1781, Các điều khoản Hợp bang được đoàn đại biểu Maryland ký tại một cuộc họp của Đệ nhị Quốc hội Lục địa và rồi quốc hội này tuyên bố các điều khoản này đã được phê chuẩn. Ngày sau đó, cũng là các đại biểu quốc hội tương tự nhóm họp thành Quốc hội Hợp bang mới.  Như sử gia Edmund Burnett đã viết, "Không có một tổ chức nào khác mới hơn, thậm chí không có bầu cử 1 chủ tịch mới." Quốc hội đã trở thành Quốc hội Hợp bang để giám sát kết cuộc của cuộc Cách mạng Mỹ."

## Ngày và nơi của các phiên họp
- 10 tháng 5 năm 1775 – 12 tháng 12 năm 1776, Philadelphia, Pennsylvania
- 20 tháng 12 năm 1776 – 3 tháng 4 năm 1777, Baltimore, Maryland
- 5 tháng 3 năm 1777 – 18 tháng 9 năm 1777, Philadelphia
- 27 tháng 9 năm 1777 (chỉ 1 ngày), Lancaster, Pennsylvania
- 30 tháng 9 năm 1777 – 27 tháng 6 năm 1778, York, Pennsylvania
- 2 tháng 7 năm 1778 – 1 tháng 3 năm 1781, Philadelphia